# Cantonul Nogent-le-Roi
Cantonul Nogent-le-Roi este un canton din arondismentul Dreux, departamentul Eure-et-Loir, regiunea Centru, Franța.

## Comune
| Comune                  | Populație (1999) | Cod poștal | Cod INSEE |
| ----------------------- | ---------------- | ---------- | --------- |
| Le Boullay-Mivoye       | 440              | 28210      | 28054     |
| Le Boullay-Thierry      | 582              | 28210      | 28055     |
| Boutigny-Prouais        | 1.849            | 28410      | 28056     |
| Bréchamps               | 327              | 28210      | 28058     |
| Chaudon                 | 1.640            | 28210      | 28094     |
| Coulombs                | 1.467            | 28210      | 28113     |
| Croisilles              | 468              | 28210      | 28118     |
| Faverolles              | 912              | 28210      | 28146     |
| Lormaye                 | 647              | 28210      | 28213     |
| Néron                   | 603              | 28210      | 28275     |
| Nogent-le-Roi           | 4.172            | 28210      | 28279     |
| Ormoy                   | 248              | 28210      | 28289     |
| Les Pinthières          | 187              | 28210      | 28299     |
| Saint-Laurent-la-Gâtine | 447              | 28210      | 28343     |
| Saint-Lucien            | 243              | 28210      | 28349     |
| Senantes                | 612              | 28210      | 28372     |
| Villemeux-sur-Eure      | 1.625            | 28210      | 28415     |
| Villiers-le-Morhier     | 1.352            | 28130      | 28417     |